# Ебі (метеорит)
Ебі (англ. Abee)  — метеорит класу енстатитовий хондрит масою 107 кг. Його падіння відбулося 9 червня 1952 року в Альберті, Канада
Ебі є найбільшим з нині відомих енстатитових метеоритів.

## Історія
Точний час і дата падіння метеорита Ебі — 23:05 за місцевим часом, 9 червня 1952 року. Камінь вагою 107 кілограмів був вийнятий із кратера глибиною 1,8 метра.
Знайдений він був через п'ять днів після падіння в пшеничному полі Гаррі Беріна, в районі присілка Ебі (англ. Abee), Альберта, Канада, який розташований в окрузі Торгілд, уздовж Канадської національної залізниці та шосе № 63, 16 км на північ від Торгілда та 49 км від Бойля.

## Класифікація
Метеорит Abee був класифікований як енстатитовий хондрит четвертого петрологічного типу, а тому він належить до групи EH4. Це єдиний у світі екземпляр брекчієвого метеорита групи EH4, який розплавився внаслідок зіткнення.